# Softball-Bundesliga 2007
Im Rahmen der deutschen Softballmeisterschaft 2007 spielten jeweils 8 Softball-Mannschaften in der Softball-Bundesliga Nord sowie Süd den Liste der Deutschen Softballmeister im Fastpitch-Softball der Damen aus. Der Titelverteidiger Mannheim Tornados konnte seinen Titel dabei vor den Brauweiler Raging Abbots auf dem am 22. und 23. September 2007 in Ratingen ausgespielten Finalturnier verteidigen.

## Reguläre Saison
In der regulären Saison standen sich alle Mannschaften der entsprechenden Gruppe Nord oder Süd sowohl zu Hause als auch auswärts gegenüber. Da an den jeweiligen Spieltagen zwei Spiele als sogenannte Doubleheader ausgetragen wurden, spielte jede Mannschaft insgesamt vier Mal gegen jede andere Mannschaft, wodurch jede Mannschaft 28 Saisonspiele in der regulären Saison bestritt. In der zweiten Saisonhälfte spielten die vier bestplatzierten Mannschaften jeder Gruppe in den Play-offs um den Einzug in das Finalturnier um die deutsche Meisterschaft, die vier schlechter platzierten Mannschaften in den Play-downs um den Klassenerhalt.

### 1. Bundesliga Nord
Die Hamburg Knights konnten die Meisterschaft der 1. Bundesliga Nord durch 22:6 Siege erringen, zu der insbesondere die gute Heimbilanz mit 13:1 Siegen bei nur einer Niederlage gegen Vizemeister Raging Abbots Brauweiler ihren Beitrag leistete. Daneben konnten sich noch die Neunkirchen Nightmares als Aufsteiger sowie die Wesseling Vermins für die Play-offs qualifizieren.

Abgeschlagen dahinter landeten die Hilden Wains, die Strausberg Pandoras sowie die Cologne Cardinals und Tabellenschlusslicht Holm Westend 69'ers auf den Plätzen 5 bis 8, die die Teilnahme an den Play-downs bedeuteten.

Abschlusstabelle:
|    | Team                     | G  | V  | Pct. | GB |
| -- | ------------------------ | -- | -- | ---- | -- |
| 1. | Hamburg Knights          | 22 | 6  | .786 | 0  |
| 2. | Brauweiler Raging Abbots | 20 | 8  | .714 | 2  |
| 3. | Neunkirchen Nightmares   | 19 | 9  | .679 | 3  |
| 4. | Wesseling Vermins        | 18 | 10 | .643 | 4  |
| 5. | Hilden Wains             | 10 | 18 | .357 | 12 |
| 6. | Strausberg Pandoras      | 9  | 19 | .321 | 13 |
| 7. | Cologne Cardinals        | 8  | 20 | .286 | 14 |
| 8. | Holm Westend 69'ers      | 6  | 22 | .214 | 16 |

### 1. Bundesliga Süd
Die Mannheim Tornados konnten die reguläre Saison der 1. Bundesliga Süd ohne Niederlage beenden und dadurch die Südmeisterschaft erringen. Punktgleich auf die Plätze 2 und 3 konnten sich die Haar Disciples und die Freising Grizzlies mit jeweils 19:9 Siegen spielen. Gefolgt wurden sie von den Darmstadt Rockets, die sich trotz negativer Siegbilanz den letzten Platz in den Play-offs sichern konnten. Die untere Tabellenhälfte wurde angeführt von den Herrenberg Wanderers, denen nur ein Sieg für die Play-off-Teilnahme fehlte. Komplettiert wurde das Teilnehmerfeld der Bundesliga Süd durch die Karlsruhe Cougars, die Deggendorf Dragons und die Dreieich Vultures.
Abschlusstabelle:
|    | Team                 | G  | V  | Pct.  | GB |
| -- | -------------------- | -- | -- | ----- | -- |
| 1. | Mannheim Tornados    | 28 | 0  | 1.000 | 0  |
| 2. | Haar Disciples       | 19 | 9  | .679  | 9  |
| 3. | Freising Grizzlies   | 19 | 9  | .679  | 9  |
| 4. | Darmstadt Rockets    | 12 | 16 | .429  | 16 |
| 5. | Herrenberg Wanderers | 11 | 17 | .393  | 17 |
| 6. | Karlsruhe Cougars    | 9  | 19 | .321  | 19 |
| 7. | Deggendorf Dragons   | 8  | 20 | .286  | 20 |
| 8. | Dreieich Vultures    | 6  | 22 | .214  | 22 |

## Playdowns

### Play-downs Nord
In den Play-downs der Bundesliga Nord spielte jede Mannschaft nochmals gegen jede der anderen Mannschaften, allerdings nur in einer Hinrunde; Hilden und Strausberg hatten dabei aufgrund der besseren Platzierungen in der regulären Saison zweimal Heimrecht, Köln und Holm dementsprechend einmal. Am Ende der Runde konnten sich die Hilden Wains aufgrund ihres Vorsprungs aus der regulären Saison und die Cologne Cardinals aufgrund der Bilanz von 5:1 Siegen in den Play-downs sportlich den Klassenerhalt sichern, die Strausberg Pandoras sowie die Holm Westend 69'ers hätten sportlich den Weg in die Relegation antreten müssen. Allerdings verzichteten beide Mannschaften auf eine Relegationsteilnahme und auch die Hilden Wains verzichteten auf eine Meldung in der Softball-Bundesliga 2008, sodass auf eine Relegation verzichtet wurde und die Kiel Seahawks ohne Spiel aufstiegen.
Abschlusstabelle:
|    | Team                | G  | V  | Pct. | GB |
| -- | ------------------- | -- | -- | ---- | -- |
| 1. | Cologne Cardinals   | 13 | 21 | .382 | 0  |
| 2. | Hilden Wains        | 13 | 21 | .382 | 0  |
| 3. | Strausberg Pandoras | 11 | 23 | .324 | 2  |
| 4. | Holm Westend 69'ers | 8  | 26 | .235 | 5  |

### Play-downs Süd
Die Play-downs der Bundesliga Süd wurden vom 25. August bis zum 8. September 2007 ausgespielt und änderten an der Tabellensituation, wie sie sich nach der regulären Saison ergab, nichts mehr, sodass die Herrenberg Wanderers sowie die Karlsruhe Cougars den Verbleib in der 1. Bundesliga Softball feiern konnten, während die Mannschaften aus Deggendorf und Dreieich an der Relegation teilnehmen mussten. Dreieich trat zur Relegation allerdings nicht an und auch Deggendorf meldete trotz sportlicher Qualifikation keine Mannschaft für die Bundesliga 2008, sodass nur die Mannschaft der Augsburg Dirty Slugs aufstieg.
Abschlusstabelle:
|    | Team                 | G  | V  | Pct. | GB |
| -- | -------------------- | -- | -- | ---- | -- |
| 1. | Herrenberg Wanderers | 16 | 18 | .471 | 0  |
| 2. | Karlsruhe Cougars    | 13 | 21 | .382 | 3  |
| 3. | Deggendorf Dragons   | 10 | 24 | .294 | 6  |
| 4. | Dreieich Vultures    | 7  | 27 | .206 | 9  |

## Play-offs
In den am 1. und 8. September 2007 ausgespielten Play-offs setzten sich mit Hamburg, Brauweiler und Neunkirchen drei Mannschaften aus der Bundesliga Nord gegen die Konkurrenz aus dem Süden durch, nur die Mannheim Tornados konnten die Wesseling Vermins bezwingen und so als einzige Mannschaft aus Süddeutschland zum Finalturnier fahren. Beachtlich an den Play-off-Spielen war, dass sich jede der Mannschaften aus der Bundesliga Nord in den Best-of-Five-Begegnungen mit einem 3:0 Sweep durchsetzen konnte, während Mannheim durch das 5:7 im ersten Spiel der Serie die erste Niederlage in nationalen Wettkämpfen seit dem 10. Juni 2006 einstecken musste.

Play-offs:
| Nordteam                 | vs.                      | Südteam            |
| ------------------------ | ------------------------ | ------------------ |
| Hamburg Knights          | 3:0 (7:2, 12:1, 7:1)     | Darmstadt Rockets  |
| Brauweiler Raging Abbots | 3:0 (8:1, 7:6, 5:3)      | Freising Grizzlies |
| Neunkirchen Nightmares   | 3:0 (11:2, 5:2, 8:7)     | Haar Disciples     |
| Wesseling Vermins        | 1:3 (7:5, 0:4, 7:8, 0:1) | Mannheim Tornados  |

## Finalturnier
Die Endrunde um die Deutsche Softballmeisterschaft 2007 wurde am 22. und 23. September 2007 von den Ratingen Goose Necks auf dem New Hermann's Field ausgerichtet.

### Gruppenphase
In der am ersten Turniertag ausgespielten Gruppenphase spielte jede Mannschaft einmal gegen jeden Konkurrenten. Die Neunkirchen Nightmares konnten kein Spiel gewinnen, verloren gegen die Mannheim Tornados sowie die Brauweiler Raging Abbots nur jeweils mit einem Run Unterschied. Die Neunkircher belegten dadurch in der Endabrechnung den 4. Platz.

Nach der Gruppenphase hatten die anderen teilnehmenden Mannschaften jeweils zwei Spiele gewonnen und eines verloren, sodass es zu einem three-way-tie kam, den die Brauweiler Raging Abbots für sich entscheiden konnten. Damit standen sie als erster Finalteilnehmer fest, wohingegen die zweit- beziehungsweise drittplatzierten Mannschaften von Mannheim und Hamburg im Halbfinale am nächsten Tag erst den zweiten Finalteilnehmer ausspielen mussten.
| Spiel 1 – Samstag 10 Uhr (Platz A) | Spiel 1 – Samstag 10 Uhr (Platz A) | Spiel 1 – Samstag 10 Uhr (Platz A) | Spiel 1 – Samstag 10 Uhr (Platz A) | Spiel 1 – Samstag 10 Uhr (Platz A) | Spiel 1 – Samstag 10 Uhr (Platz A) | Spiel 1 – Samstag 10 Uhr (Platz A) | Spiel 1 – Samstag 10 Uhr (Platz A) | Spiel 1 – Samstag 10 Uhr (Platz A) | Spiel 1 – Samstag 10 Uhr (Platz A) | Spiel 1 – Samstag 10 Uhr (Platz A) |
| Team                               | 1                                  | 2                                  | 3                                  | 4                                  | 5                                  | 6                                  | 7                                  | R                                  | H                                  | E                                  |
| ---------------------------------- | ---------------------------------- | ---------------------------------- | ---------------------------------- | ---------------------------------- | ---------------------------------- | ---------------------------------- | ---------------------------------- | ---------------------------------- | ---------------------------------- | ---------------------------------- |
| Brauweiler Raging Abbots           | 0                                  | 1                                  | 3                                  | 0                                  | 0                                  | 0                                  | 1                                  | 5                                  | 6                                  | 4                                  |
| Mannheim Tornados                  | 0                                  | 0                                  | 1                                  | 0                                  | 0                                  | 0                                  | 0                                  | 1                                  | 3                                  | 5                                  |

| Spiel 2 – Samstag 10 Uhr (Platz B) | Spiel 2 – Samstag 10 Uhr (Platz B) | Spiel 2 – Samstag 10 Uhr (Platz B) | Spiel 2 – Samstag 10 Uhr (Platz B) | Spiel 2 – Samstag 10 Uhr (Platz B) | Spiel 2 – Samstag 10 Uhr (Platz B) | Spiel 2 – Samstag 10 Uhr (Platz B) | Spiel 2 – Samstag 10 Uhr (Platz B) | Spiel 2 – Samstag 10 Uhr (Platz B) | Spiel 2 – Samstag 10 Uhr (Platz B) | Spiel 2 – Samstag 10 Uhr (Platz B) |
| Team                               | 1                                  | 2                                  | 3                                  | 4                                  | 5                                  | 6                                  | 7                                  | R                                  | H                                  | E                                  |
| ---------------------------------- | ---------------------------------- | ---------------------------------- | ---------------------------------- | ---------------------------------- | ---------------------------------- | ---------------------------------- | ---------------------------------- | ---------------------------------- | ---------------------------------- | ---------------------------------- |
| Neunkirchen Nightmares             | 0                                  | 2                                  | 0                                  | 2                                  | 0                                  | 0                                  | 0                                  | 4                                  | 5                                  | 3                                  |
| Hamburg Knights                    | 2                                  | 2                                  | 1                                  | 4                                  | 0                                  | 0                                  | X                                  | 9                                  | 6                                  | 0                                  |

| Spiel 3 – Samstag 13 Uhr (Platz A) | Spiel 3 – Samstag 13 Uhr (Platz A) | Spiel 3 – Samstag 13 Uhr (Platz A) | Spiel 3 – Samstag 13 Uhr (Platz A) | Spiel 3 – Samstag 13 Uhr (Platz A) | Spiel 3 – Samstag 13 Uhr (Platz A) | Spiel 3 – Samstag 13 Uhr (Platz A) | Spiel 3 – Samstag 13 Uhr (Platz A) | Spiel 3 – Samstag 13 Uhr (Platz A) | Spiel 3 – Samstag 13 Uhr (Platz A) | Spiel 3 – Samstag 13 Uhr (Platz A) |
| Team                               | 1                                  | 2                                  | 3                                  | 4                                  | 5                                  | 6                                  | 7                                  | R                                  | H                                  | E                                  |
| ---------------------------------- | ---------------------------------- | ---------------------------------- | ---------------------------------- | ---------------------------------- | ---------------------------------- | ---------------------------------- | ---------------------------------- | ---------------------------------- | ---------------------------------- | ---------------------------------- |
| Hamburg Knights                    | 3                                  | 1                                  | 2                                  | 0                                  | 0                                  | 1                                  | 0                                  | 7                                  | 9                                  | 2                                  |
| Brauweiler Raging Abbots           | 2                                  | 2                                  | 0                                  | 2                                  | 0                                  | 0                                  | 0                                  | 6                                  | 7                                  | 3                                  |

| Spiel 4 – Samstag 13 Uhr (Platz B) | Spiel 4 – Samstag 13 Uhr (Platz B) | Spiel 4 – Samstag 13 Uhr (Platz B) | Spiel 4 – Samstag 13 Uhr (Platz B) | Spiel 4 – Samstag 13 Uhr (Platz B) | Spiel 4 – Samstag 13 Uhr (Platz B) | Spiel 4 – Samstag 13 Uhr (Platz B) | Spiel 4 – Samstag 13 Uhr (Platz B) | Spiel 4 – Samstag 13 Uhr (Platz B) | Spiel 4 – Samstag 13 Uhr (Platz B) | Spiel 4 – Samstag 13 Uhr (Platz B) |
| Team                               | 1                                  | 2                                  | 3                                  | 4                                  | 5                                  | 6                                  | 7                                  | R                                  | H                                  | E                                  |
| ---------------------------------- | ---------------------------------- | ---------------------------------- | ---------------------------------- | ---------------------------------- | ---------------------------------- | ---------------------------------- | ---------------------------------- | ---------------------------------- | ---------------------------------- | ---------------------------------- |
| Neunkirchen Nightmares             | 0                                  | 0                                  | 0                                  | 0                                  | 0                                  | 0                                  | 0                                  | 0                                  | 6                                  | 0                                  |
| Mannheim Tornados                  | 0                                  | 0                                  | 0                                  | 0                                  | 0                                  | 1                                  | X                                  | 1                                  | 4                                  | 0                                  |

| Spiel 5 – Samstag 16 Uhr (Platz A) | Spiel 5 – Samstag 16 Uhr (Platz A) | Spiel 5 – Samstag 16 Uhr (Platz A) | Spiel 5 – Samstag 16 Uhr (Platz A) | Spiel 5 – Samstag 16 Uhr (Platz A) | Spiel 5 – Samstag 16 Uhr (Platz A) | Spiel 5 – Samstag 16 Uhr (Platz A) | Spiel 5 – Samstag 16 Uhr (Platz A) | Spiel 5 – Samstag 16 Uhr (Platz A) | Spiel 5 – Samstag 16 Uhr (Platz A) | Spiel 5 – Samstag 16 Uhr (Platz A) |
| Team                               | 1                                  | 2                                  | 3                                  | 4                                  | 5                                  | 6                                  | 7                                  | R                                  | H                                  | E                                  |
| ---------------------------------- | ---------------------------------- | ---------------------------------- | ---------------------------------- | ---------------------------------- | ---------------------------------- | ---------------------------------- | ---------------------------------- | ---------------------------------- | ---------------------------------- | ---------------------------------- |
| Mannheim Tornados                  | 0                                  | 2                                  | 0                                  | 0                                  | 3                                  | 4                                  | 0                                  | 9                                  | 10                                 | 6                                  |
| Hamburg Knights                    | 5                                  | 2                                  | 0                                  | 1                                  | 0                                  | 0                                  | 0                                  | 8                                  | 8                                  | 3                                  |

| Spiel 6 – Samstag 16 Uhr (Platz B) | Spiel 6 – Samstag 16 Uhr (Platz B) | Spiel 6 – Samstag 16 Uhr (Platz B) | Spiel 6 – Samstag 16 Uhr (Platz B) | Spiel 6 – Samstag 16 Uhr (Platz B) | Spiel 6 – Samstag 16 Uhr (Platz B) | Spiel 6 – Samstag 16 Uhr (Platz B) | Spiel 6 – Samstag 16 Uhr (Platz B) | Spiel 6 – Samstag 16 Uhr (Platz B) | Spiel 6 – Samstag 16 Uhr (Platz B) | Spiel 6 – Samstag 16 Uhr (Platz B) |
| Team                               | 1                                  | 2                                  | 3                                  | 4                                  | 5                                  | 6                                  | 7                                  | R                                  | H                                  | E                                  |
| ---------------------------------- | ---------------------------------- | ---------------------------------- | ---------------------------------- | ---------------------------------- | ---------------------------------- | ---------------------------------- | ---------------------------------- | ---------------------------------- | ---------------------------------- | ---------------------------------- |
| Brauweiler Raging Abbots           | 1                                  | 0                                  | 1                                  | 1                                  | 0                                  | 0                                  | 2                                  | 5                                  | 4                                  | 3                                  |
| Neunkirchen Nightmares             | 0                                  | 0                                  | 1                                  | 1                                  | 0                                  | 2                                  | 0                                  | 4                                  | 9                                  | 9                                  |

Gruppentabelle:
|    | Team                     | G | V | Pct.  |
| -- | ------------------------ | - | - | ----- |
| 1. | Brauweiler Raging Abbots | 2 | 1 | 0.667 |
| 2. | Mannheim Tornados        | 2 | 1 | 0.667 |
| 3. | Hamburg Knights          | 2 | 1 | 0.667 |
| 4. | Neunkirchen Nightmares   | 0 | 3 | 0.000 |

### Finals
Die sonntags ausgespielten Finals begannen mit dem Halbfinale zwischen den Mannheim Tornados und den Hamburg Knights, in dem die Mannheimerinnen ihren Erfolg vom Vortag wiederholen konnten und mit einem 2:0-Sieg ins Finale einzogen. Die Hamburg Knights wurden durch diese Niederlage Dritter der Deutschen Softballmeisterschaft 2007.
| Halbfinale – Sonntag 10 Uhr (Platz A) | Halbfinale – Sonntag 10 Uhr (Platz A) | Halbfinale – Sonntag 10 Uhr (Platz A) | Halbfinale – Sonntag 10 Uhr (Platz A) | Halbfinale – Sonntag 10 Uhr (Platz A) | Halbfinale – Sonntag 10 Uhr (Platz A) | Halbfinale – Sonntag 10 Uhr (Platz A) | Halbfinale – Sonntag 10 Uhr (Platz A) | Halbfinale – Sonntag 10 Uhr (Platz A) | Halbfinale – Sonntag 10 Uhr (Platz A) | Halbfinale – Sonntag 10 Uhr (Platz A) |
| Team                                  | 1                                     | 2                                     | 3                                     | 4                                     | 5                                     | 6                                     | 7                                     | R                                     | H                                     | E                                     |
| ------------------------------------- | ------------------------------------- | ------------------------------------- | ------------------------------------- | ------------------------------------- | ------------------------------------- | ------------------------------------- | ------------------------------------- | ------------------------------------- | ------------------------------------- | ------------------------------------- |
| Hamburg Knights                       | 0                                     | 0                                     | 0                                     | 0                                     | 0                                     | 0                                     | 0                                     | 0                                     | 3                                     | 0                                     |
| Mannheim Tornados                     | 0                                     | 0                                     | 2                                     | 0                                     | 0                                     | 0                                     | 0                                     | 2                                     | 6                                     | 2                                     |

Im Endspiel konnten die Mannheimerinnen trotz der intensiven Halbfinalbegegnung am selben Vormittag die ausgeruhten Brauweilerinnen mit 4:1 schlagen. Brauweiler ging zwar im vierten Inning mit 1:0 in Führung, Mannheim konnte aber postwendend ausgleichen und selber in Führung gehen; insgesamt waren fünf Errors auf Seiten der Raging Abbots zu viel. Somit konnten die Mannheim Tornados den Titel des Deutschen Meisters Softball 2007 für sich beanspruchen.
| Finale – Sonntag 13 Uhr (Platz A) | Finale – Sonntag 13 Uhr (Platz A) | Finale – Sonntag 13 Uhr (Platz A) | Finale – Sonntag 13 Uhr (Platz A) | Finale – Sonntag 13 Uhr (Platz A) | Finale – Sonntag 13 Uhr (Platz A) | Finale – Sonntag 13 Uhr (Platz A) | Finale – Sonntag 13 Uhr (Platz A) | Finale – Sonntag 13 Uhr (Platz A) | Finale – Sonntag 13 Uhr (Platz A) | Finale – Sonntag 13 Uhr (Platz A) |
| Team                              | 1                                 | 2                                 | 3                                 | 4                                 | 5                                 | 6                                 | 7                                 | R                                 | H                                 | E                                 |
| --------------------------------- | --------------------------------- | --------------------------------- | --------------------------------- | --------------------------------- | --------------------------------- | --------------------------------- | --------------------------------- | --------------------------------- | --------------------------------- | --------------------------------- |
| Mannheim Tornados                 | 0                                 | 0                                 | 0                                 | 0                                 | 3                                 | 1                                 | 0                                 | 4                                 | 7                                 | 1                                 |
| Brauweiler Raging Abbots          | 0                                 | 0                                 | 0                                 | 1                                 | 0                                 | 0                                 | 0                                 | 1                                 | 3                                 | 5                                 |

Die Individualawards des Finalturniers wurden ebenfalls unter den Endspielteilnehmerinnen aufgeteilt, bemerkenswert ist die Leistung von Sonja Garnett als Best Pitcher, die keinen einzigen Run und nur vier Hits über das gesamte Turnier zuließ.

Best Batter: Alexandra Miseles (Mannheim Tornados)

Best Pitcher: Sonja Garnett (Mannheim Tornados)

Most Valuable Player: Anna Neuser (Brauweiler Raging Abbots)